# Трикала (дем Александрия)
Вижте пояснителната страница за други значения на Трикала.
Трѝкала (на гръцки: Τρίκαλα) е село в Република Гърция, дем Александрия, област Централна Македония.

## География
Селото е разположено на 10 m надморска височина в областта Урумлък (Румлуки), югоизточно от Александрия (Гида).

## История

### В Османската империя
В XIX век Трикала е село в Солунската каза на Османската империя. Александър Синве („Les Grecs de l’Empire Ottoman. Etude Statistique et Ethnographique“) в 1878 година пише, че в Трикала (Tricala), Камбанийска епархия, живеят 96 гърци. Васил Кънчов („Македония. Етнография и статистика“) поставя Трикала не в Урумлъка, а във Вардарията и го представя като бъларско - според него в 1900 година в Трикала живеят 215 българи християни, като най-вероятно е объркано с Трите хана (Три хана, Тритамо).
Като българско го представя и секретарят на Българската екзархия Димитър Мишев („La Macédoine et sa Population Chrétienne“) в 1905 година в Трикала (Trikala) живеят 180 българи патриаршисти гъркомани.
Според доклад на Димитриос Сарос от 1906 година Трикала (Τρίκαλα) е елиногласно село в Кулакийската епископия със 125 жители с гръцко съзнание. В селото работи начално гръцко смесено училище с 18 ученици и 1 учител.

### В Гърция
През Балканската война в 1912 година в селото влизат гръцки части и след Междусъюзническата в 1913 година Трикала остава в Гърция. След Първата световна война в 1922 година в селото са заселени гърци бежанци, много от които от село Голям манастир, Ямболско, България. В 1928 година Трикала е смесено местно-бежанско селище със 110 бежански семейства и 448 жители бежанци.
С указ от 4 май 1946 година Трикала е откъсната от община Корифи и образува самостоятелна община. С указ от 31 декември 1948 година общината е откъсната от ном Иматия и присъединена към ном Солун, но с указ от 5 октомври 1949 година селото е върнато в ном Иматия. От 1997 година до 2011 Трикала е част от дем Плати.
Землището на селото е плодородно и то е богато. Произвежда се предимно памук, захарно цвекло, пшеница. Развито е и скотовъдството, основно краварството.
| Име         | Име            | Ново име | Ново име | Описание                                    |
| ----------- | -------------- | -------- | -------- | ------------------------------------------- |
| Цаирия      | Τσαΐρια        | Ливадия  | Λιβάδια  | местност на Ю от Трикала                    |
| Кючук Плати | Κουτσούκ Πλατύ | Платия   | Πλατειά  | местност на ССИ от Трикала и на ЮИ от Плати |

| Година    | 1913 | 1920 | 1928 | 1940 | 1951 | 1961 | 1971 | 1981 | 1991 | 2001 | 2011 | 2021 |
| --------- | ---- | ---- | ---- | ---- | ---- | ---- | ---- | ---- | ---- | ---- | ---- | ---- |
| Население | 162  | 190  | 562  | 928  | 1204 | 1441 | 1462 | 1643 | 1725 | 1710 | 1415 | 1124 |

## Личности
Родени в Трикала
- Антониос Хсанос (Αντώνιος Ησάνος), гръцки андартски деец, епитроп на гръцкото училище[10]
- Емануил Атанасиу (Εμμανουήλ Αθανασίου), гръцки андартски деец, епитроп на гръцкото училище[10]